# Comuna Sapareva Banea, Kiustendil
Obștina Sapareva Bania (comuna Sapareva Bania) este o unitate administrativă în regiunea Kiustendil din Bulgaria. Cuprinde un număr de 4 localități. Reședința sa este orașul Sapareva Bania. Localități componente:
- Ovcearți
- Resilovo
- Sapareva Bania
- Saparevo

## Demografie
Componența etnică a comunei Sapareva Banea
     Romi (2,13%)
     Bulgari (94,5%)
     Nicio identificare (3,22%)
     Altele (0,22%)
La recensământul din 2011, populația comunei Sapareva Banea era de 7.528 locuitori. Din punct de vedere etnic, majoritatea locuitorilor (94,5%) erau bulgari, cu o minoritate de romi (2,13%). Pentru 3,22% din locuitori nu este cunoscută apartenența etnică.